# François Duchesne

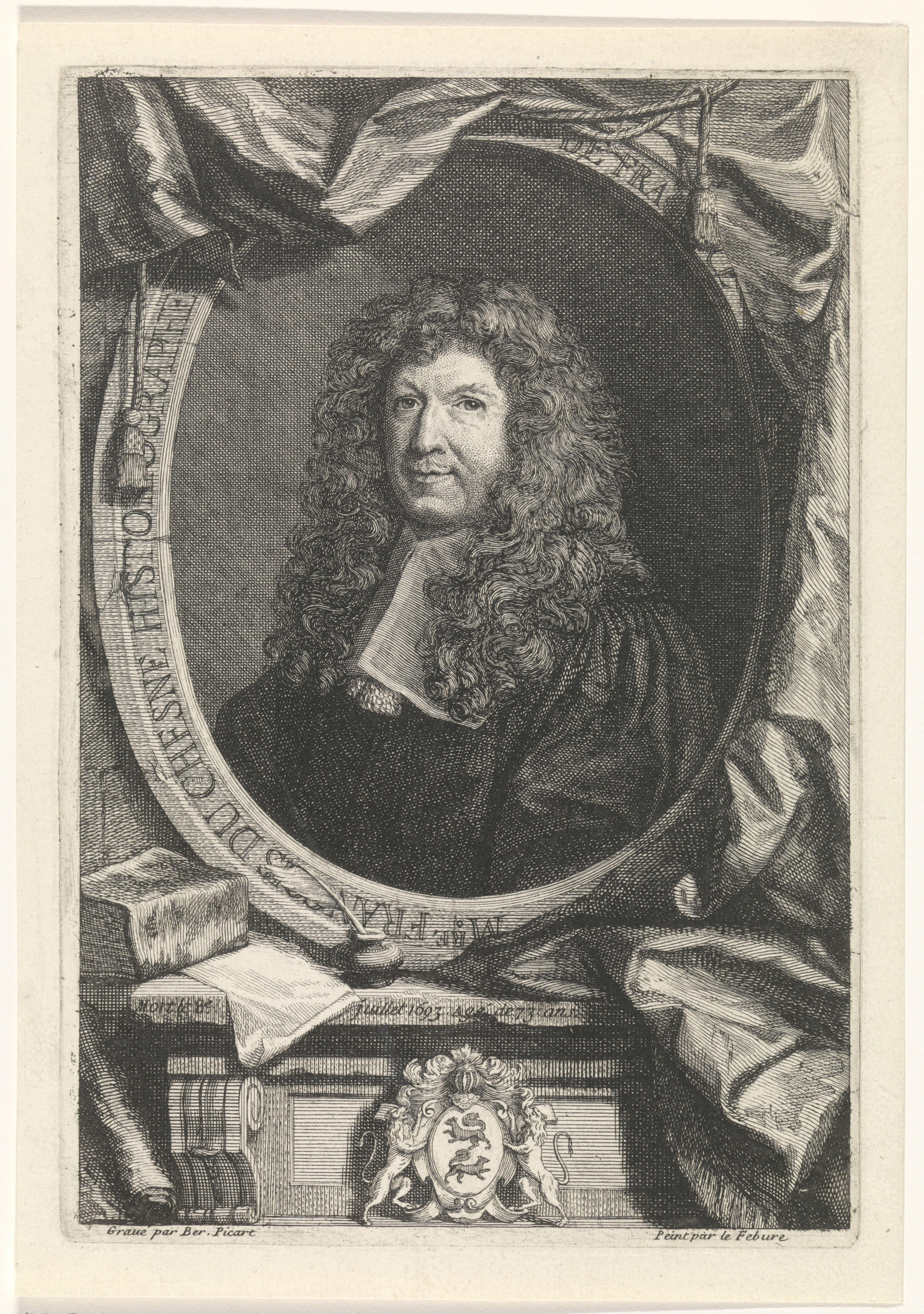
François Duchesne

François Duchesne (auch Du Chesne, * 22. März 1616 in Paris; † 8. Juli 1693) war ein französischer Historiograf. Er ist der Sohn von André Duchesne und wurde dessen Nachfolger als königlicher Historiograf.
Er vervollständigte und veröffentlichte einige Bücher seines Vaters, darunter:
- die Sammlung Historiens de la France (1641)[1];
- l’Histoire des papes, (1653);
- l’Histoire des cardinaux (1660) (online).

Er selbst schrieb eine Histoire des Chanceliers (1680).

## Quelle
Marie-Nicolas Bouillet, Alexis Chassang (Hrsg.), François Duchesne, in: Dictionnaire universel d’histoire et de géographie